# Hendrik van de Sande Bakhuyzen
Ne pas confondre avec l'astronome H. G. van de Sande Bakhuyzen (1838-1923).
Pour les articles homonymes, voir Bakhuysen.
Hendrik van de Sande Bakhuyzen, né le 2 janvier 1795 à La Haye et mort le 12 décembre 1860  dans la même ville, est un peintre néerlandais.

## Biographie
Hendrik van de Sande Bakhuyzen est le fondateur d'une dynastie de peintres, père de Gerardina Jacoba van de Sande Bakhuyzen et de Julius van de Sande Bakhuyzen (en).
En 1822, il devient membre de l’Académie royale néerlandaise des arts et des sciences et membre du conseil d’administration de l’Académie d’art à La Haye.
En 1840, il est un des fondateurs de la société artistique Arti et Amicitiae.

## Œuvre
Il est un membre éminent de la période romantique de l'art néerlandais et ses étudiants et enfants ont fondé le mouvement artistique appelé l’École de La Haye.
Il est connu pour ses scènes pastorales romantiques (en particulier les peintures de bétail) avec des paysages détaillés, notamment inspirés par le peintre de l’Âge d'or de la peinture néerlandaise Paulus Potter et en continuant la tradition réaliste de cette époque.

## Galerie

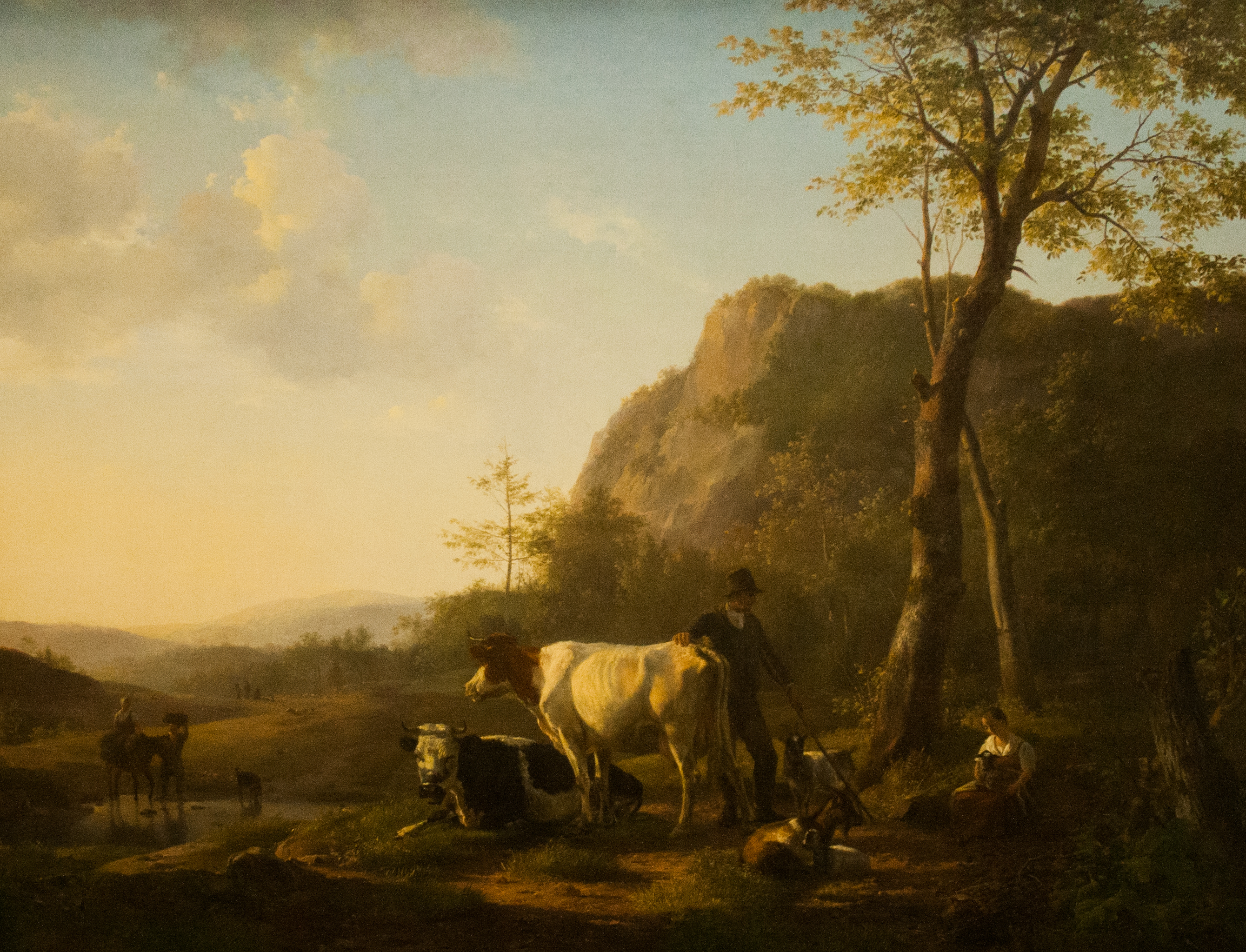
Berger et bergère avec des vaches dans un paysage de montagne (1826).
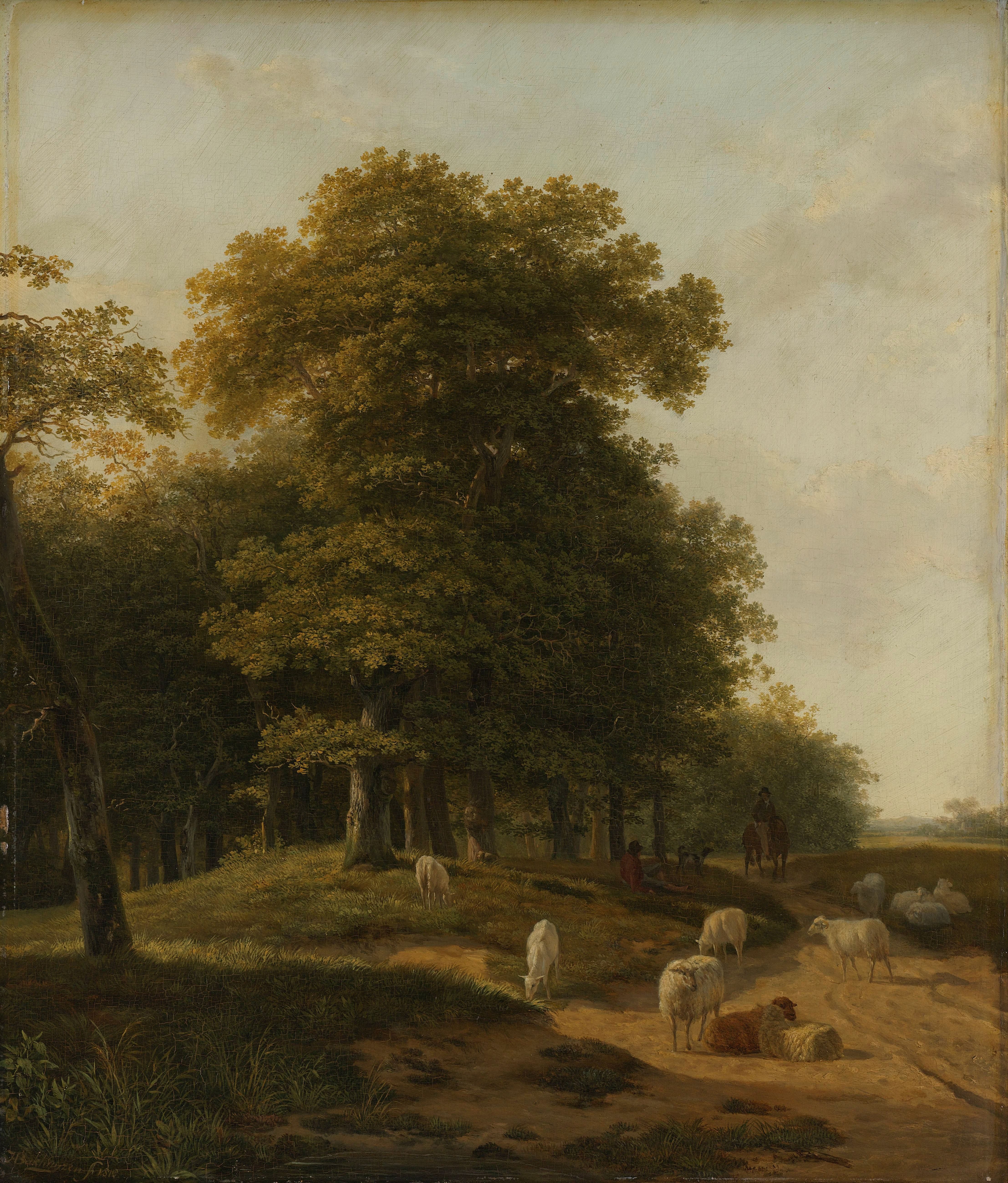
Paysage de la Gueldre.
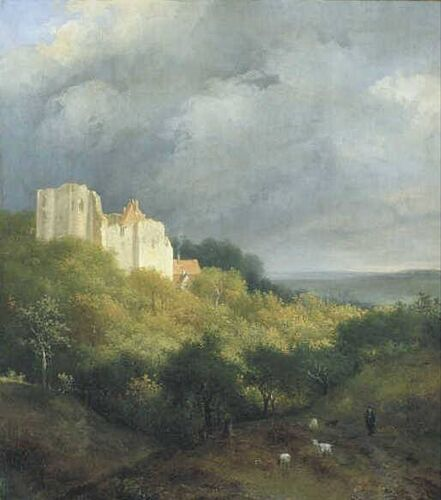
Ruine sur une montagne (1810-1860).
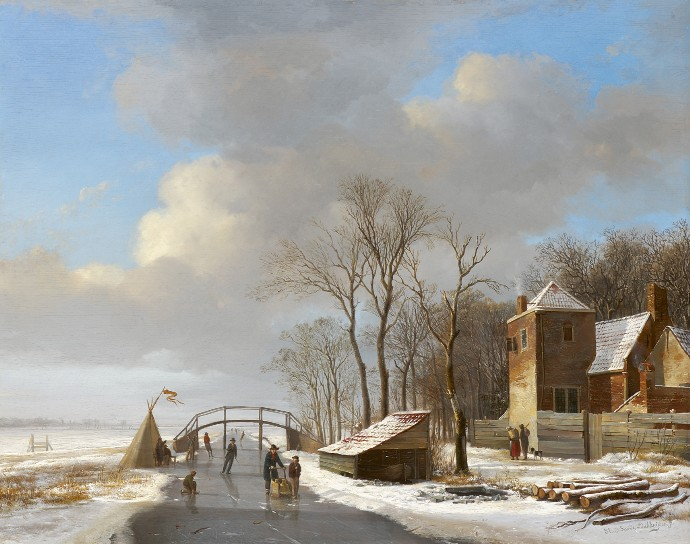
Paysage d’hiver.

## Ses élèves célèbres
- Willem Roelofs, cofondateur de l’école de La Haye, son élève à partir de 1839.
- Julius van de Sande Bakhuyzen (en), cofondateur de l’école de La Haye
- Gerardina Jacoba van de Sande Bakhuyzen
- François Pieter ter Meulen (nl)
- Hubertus van Hove
- Jacob Jan van der Maaten
- Jan Willem van Borselen (en)
- Anna van Gogh (en)
- Willem Antonie van Deventer (nl)
- Jan Hendrik Weissenbruch
- Pieter Stortenbeker
- Marie Bilders-van Bosse
- Alexander Hieronymus Bakhuyzen

## Musées
Son œuvre est bien représenté au Rijksmuseum, au National Trust, au Musée Teyler d’Haarlem, au Musée Fodor (en), au Musée des beaux-arts de Berne, et aux Musées royaux des beaux-arts de Belgique, parmi d’autres.